# Ras el Khaïmah (émirat)
Pour les articles homonymes, voir Ras el Khaïmah.
Ras el Khaïmah ou Ras al-Khaimah, en arabe رأس الخيمة, Rāʾs al-H̱aymah, littéralement « Sommet de la Tente », est un émirat des Émirats arabes unis, dont la capitale qui lui doit son nom est la ville de Ras el Khaïmah.

## Histoire
Quelques sites archéologiques : Ras Al Khaymah, Digdagga, Khatt.
Aux VIIIe et IXe siècles av. J.-C., la tribu des Azd s'établit dans des cabanes de bois à l'emplacement actuel de la ville de Ras el Khaïmah, alors connu sous le nom de Julfar.
Au début du XVIIIe siècle, les Qassimi (ou Qawassim) de la tribu bédouine des Huwayla s'établissent à Julfar sous la forme d'une dépendance de l'émirat de Charjah.
Vivant de la pêche des perles et de la piraterie, les Qawassim connurent leur apogée sous le règne de Sultan bin Saqr (1803-1866) lorsqu'ils contrôlèrent la majeure partie de la côte méridionale du golfe Persique. Cette piraterie nuisant au commerce des colonies dans la région du Royaume-Uni et d'Oman, la ville de Ras el Khaïmah fut détruite en 1809 et 1819. Il s'ensuivit une occupation britannique, des traités de paix en 1822 et 1853 et l'instauration du protectorat de la « Côte de la Trêve ». En 1822, le drapeau actuel est adopté en remplacement de l'ancien alors uniformément rouge.
Avec la mort de Sultan bin Saqr, Ras el Khaïmah et Charjah se séparèrent en 1869 et constituèrent deux émirats distincts sauf entre septembre 1900 et le 7 juillet 1921 où l'émirat de Ras el Khaïmah fut incorporé à celui de Charjah.
À la suite de la formation des Émirats arabes unis le 2 décembre 1971, Ras el Khaïmah rejoint la fédération le 11 février 1972.

## Géographie

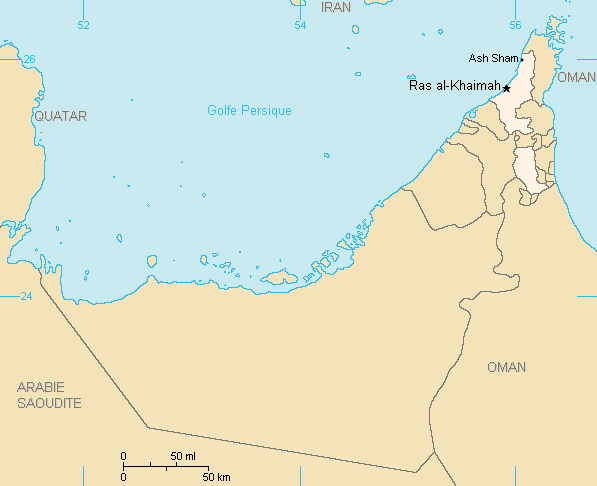
Carte de l'émirat de Ras el Khaïmah

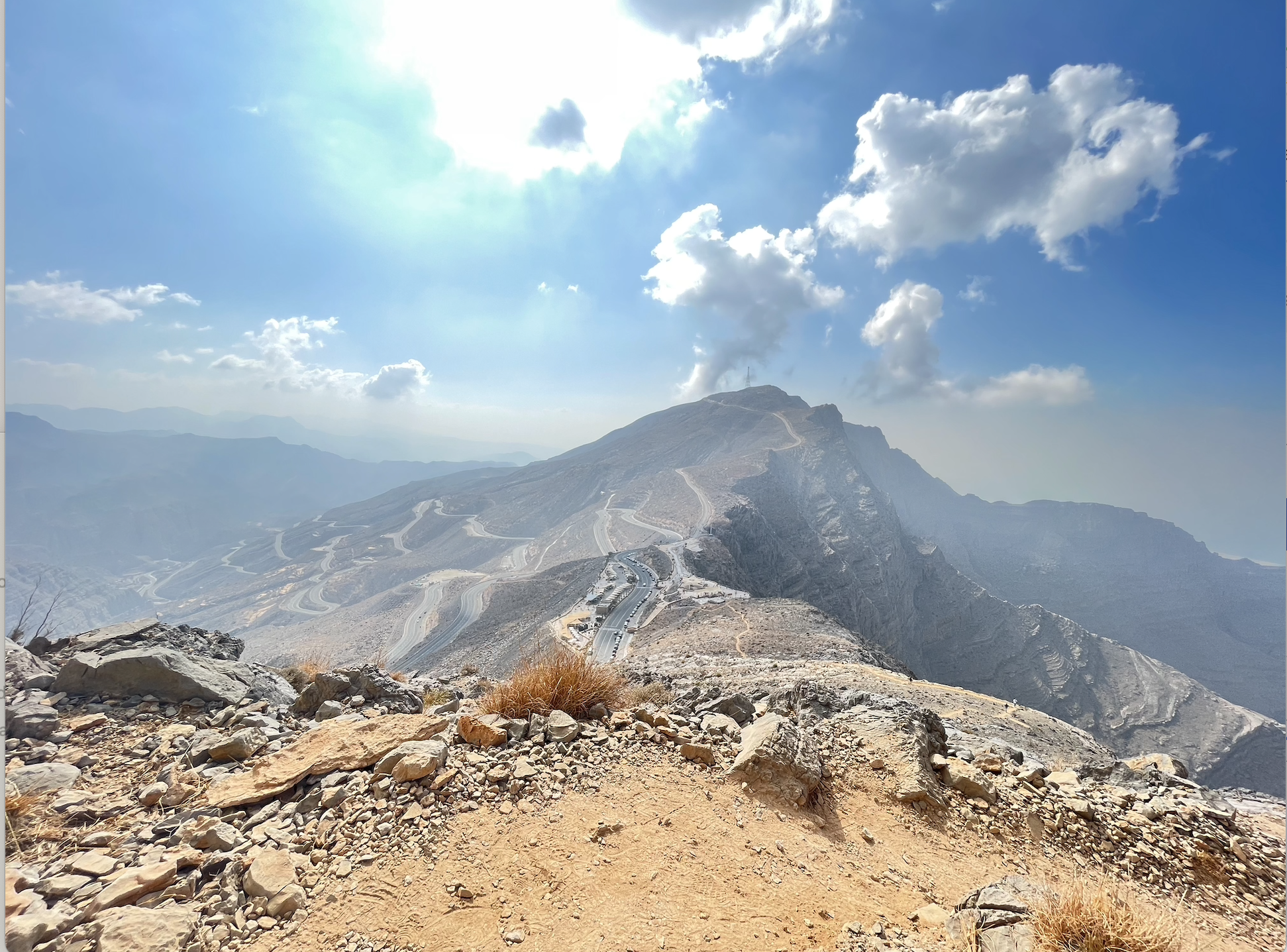
Dans les montagnes de Ras el Khaïmah. Décembre 2021.

L'émirat est constitué de deux enclaves dont la plus grande et comprenant la ville de Ras el Khaïmah est située à l'extrême nord des Émirats arabes unis. Le territoire est en majorité montagneux bien que le sud de la ville de Ras el Khaïmah soit constitué de dunes de sable. L'émirat possède une frontière avec Oman et avec tous les autres émirats sauf Abou Dabi (donc avec Oumm al Qaïwaï, Charjah, Fujaïrah, Dubaï et Ajman).

## Politique
L'émir actuel de Ras el Khaïmah est Saoud ben Saqr Al Qassimi depuis octobre 2010. Il est également membre du Conseil Suprême des Émirats arabes unis.
Comme dans le reste des Émirats arabes unis, le droit et les lois sont basés sur la charia.

### Liste des émirs de Ras el Khaïmah
- XVIIIe siècle : Rahman al-Qassimi
- XVIIIe siècle - années 1740 : Matar bin Rahman al-Qassimi
- années 1740 - 1777 : Rashid bin Matar al-Qassimi
- 1777 - 1803 : Saqr bin Rashid al-Qassimi
- 1803 - 1808 : Sultan bin Saqr al-Qassimi (1re fois)
- 1808 - 1814 : al-Husayn bin `Ali al-Qassimi
- 1814 - 1820 : al-Hasan bin Rahman al-Qassimi
- 1820 - 1866 : Sultan bin Saqr al-Qassimi (2e fois)
- 1866 - mai 1867 : Ibrahim bin Sultan al-Qassimi
- mai 1867 - 14 avril 1868 : Khalid bin Sultan al-Qassimi
- 14 avril 1868 - 1869 : Salim bin Sultan al-Qassimi
- 1869 - août 1900 : Humayd bin Abdullah al-Qassimi
- septembre 1900 - 1909 : incorporation à l'émirat de Charjah
- 1909 - août 1919 : Salim bin Sultan al-Qassimi
- août 1919 - février 1948 : Sultan bin Salim Al Qassimi
- février 1948 - octobre 2010 : Saqr bin Mohammad al-Qassimi
- depuis octobre 2010 : Saoud bin Saqr al-Qassimi

## Économie
L'économie de Ras el Khaïmah repose principalement sur l'agriculture (dattes, huîtres et élevage de caprins et de chameaux) mais aussi sur l'extraction d'un peu d'or et de fer.
L'émirat dispose depuis 1975 d'une cimenterie, Union Cement Company, créée en 1972 et cotée à la bourse d'Abou Dabi, et a également inauguré en 2007 une aciérie, Kamil Steel Factory.

## Fiscalité
À Ras al-Khaimah, il n'y a pas d'impôt sur les sociétés, ni sur les bénéfices, ni de droits de douane, ni de droit de succession. Ras al-Khaimah est considéré comme un paradis fiscal parmi les plus opaques, selon Mediapart.

## Population
La population de l'émirat compte 189 934 habitants (chiffres de 2006), dont près des deux tiers est concentrée dans la capitale, la ville de Ras el Khaïmah. Mais une grande partie d'entre elle est constituée de travailleurs venant principalement du Sri Lanka, d'Inde et du Pakistan.

## Philatélie
Entre 1965 et 1972, Ras el Khaïmah a émis 87 timbres et séries, 94 timbres et séries pour la poste aérienne et neuf blocs-feuillets avec pour légende Ras al Khaima.

## Sport
La 33e Coupe de l'America opposant Alinghi à BMW Oracle Racing devait avoir lieu à Ras el Khaïmah. À la suite d'un recours de l'équipe américaine, l'épreuve se déroule à Valence, comme la précédente, dès le 8 février 2010.